# Leucauge nigrocincta
Leucauge nigrocincta là một loài nhện trong họ Tetragnathidae.
Loài này thuộc chi Leucauge. Leucauge nigrocincta được Eugène Simon miêu tả năm 1903.